# زدينيك تشلاديك
زدينيك تشلاديك (مواليد 25 مايو 1990) هو ملاكم تشيكي، مثّل بلاده في الألعاب الأولمبية الصيفية 2012.

## روابط خارجية
زدينيك تشلاديك على موقع اللجنة الأولمبية الدولية (الإنجليزية)
- زدينيك تشلاديك على موقع أوليمبيديا (الإنجليزية)
- زدينيك تشلاديك على موقع اللجنة الأولمبية التشيكية (التشيكية)